# بانانيا
بانانيا (باليابانية: ばなにゃ، بالروماجي: Bananya) هو مسلسل أنمي أصلي من إخراج كيو ياتاتي ومن إنتاج استوديو غثرينغ واستوديو طوكيو موفي شينشا، عرض الأنمي في 4 يوليو عام 2016 واستمر عرضه حتى 26 سبتمبر عام 2016، وتكون من 13 حلقة. عرض الجزء الثاني في 1 أكتوبر عام 2019 واستمر عرضه حتى 24 ديسمبر عام 2019، وتكون من 13 حلقة.

## القصة
تدور أحداث القصة عن اكتشاف نوع جديد من القطط الصغيرة التي تعيش داخل الموز، وتدور أحداث الأنمي حول حياتهم.

## الشخصيات
الراوي
أداء صوتي: يوشيكازو إيبيسو (الجزء الأول)، كانا يوكي (الجزء الثاني)
بانانيا (باليابانية: ばなにゃ، بالروماجي: Bananya)
أداء صوتي: يوكي كاجي
تابي بانانيا (باليابانية: とらばなにゃ، بالروماجي: Tora Bananya)
أداء صوتي: أيومو موراسي
بانانياكو (باليابانية: ばなにゃ子، بالروماجي: Bananyako)
أداء صوتي: أيومو موراسي
بلاك بانانيا (باليابانية: くろばなにゃ، بالروماجي: Kuro Bananya)
أداء صوتي: يوكي كاجي
لونغ هيرد بانانيا (باليابانية: けながばなにゃ، بالروماجي: Kenaga Bananya)
أداء صوتي: يوكي كاجي
ماكريل بانانيا (باليابانية: さばとらばなにゃ، بالروماجي: Sabatora Bananya)
أداء صوتي: أيومو موراسي
دادي بانانيا (باليابانية: おやじばなにゃ، بالروماجي: Oyaji Bananya)
أداء صوتي: يوكي كاجي
بيبي بانانيا (باليابانية: ベビーばなにゃ، بالروماجي: Bebī Bananya)
أداء صوتي: أيومو موراسي
كاليكو بانانيا (باليابانية: みけばなにゃ، بالروماجي: Mike Bananya)
أداء صوتي: يوكي كاجي
بانتش بانانيا (باليابانية: たばなにゃたち، بالروماجي: Tabananyatachi)
أداء صوتي: أيومو موراسي
ذا مايس (باليابانية: ねずみ، بالروماجي: Nezumi)
أداء صوتي: أيومو موراسي

## وصلات خارجية
- الموقع الرسمي باللغة اليابانية
- موقع شخصيات بانانيا
- بانانيا على موقع IMDb (الإنجليزية)
- بانانيا على موقع فيلمافينيتي (الإسبانية)
- بانانيا على موقع قاعدة بيانات الفيلم (الإنجليزية)
- بانانيا على موقع ANN anime (الإنجليزية)